# Roadend Nunatak
Roadend Nunatak är en nunatak i Antarktis. Den ligger i Östantarktis. Australien gör anspråk på området. Toppen på Roadend Nunatak är 1 402 meter över havet, eller 437 meter över den omgivande terrängen. Bredden vid basen är 5,0 km.
Terrängen runt Roadend Nunatak är kuperad åt nordost, men åt sydväst är den platt. Trakten är obefolkad. Det finns inga samhällen i närheten. 